# 天主教瓜雅拉米林教区
天主教瓜雅拉米林教區（拉丁語：Dioecesis Guaiaramirensis）是巴西一個羅馬天主教教區，屬波多韋柳總教區。
1929年3月1日設朗多尼亞城自治監督區，1983年2月19日升為教區。教區位於朗多尼亞州南部，2006年有教友130,200人（佔轄區總人口59.6%）、十四個堂區、十四名司鐸。現任教區主教為本篤·阿羅鳩。